# ER2
O ER2 é uma estrada que integra a rede Regional de estradas de Portugal. Esta estrada corresponde a um ou mais troços da antiga N2, que foram desclassificados pois perderam importância ao longo do tempo.
Grande parte desta estrada é estreita, com um alcatrão bastante degradado. No entanto, a parte sul da R2 tem grandes retas. A maior tem 11,6 km (entre Carregueira e Castro Verde).

## Pontos de interesse
- Praia Fluvial da Barragem de Odivelas
- Ponte antiga do Torrão sobre o Rio Xarrama
- Grutas do Escoural
- Pedrógão Pequeno
- Livraria do Mondego
- Termas do Carvalhal
- Castro Daire
- Lamego
- Alto Douro Vinhateiro
- Vila Real
- Termas de Pedras Salgadas
- Ponte de Trajano

## Troços regionalizados[2]
- Chaves - Santa Marta de Penaguião
- A24 - Viseu norte
- Penacova - Góis
- Portela do Vento - Pedrógão Grande
- Mora - Ervidel
- Castro Verde - Aljustrel